# 勞工大廈
勞工大廈（俗稱國民黨大廈）是香港一座已拆卸重建的大廈，位於九龍旺角長沙街11號，為昔日中國國民黨駐港最高層官員的辦公地方，亦是國民黨員在本港成立的工會組織「港九工團聯合總會」會址所在。
勞工大廈建於1972年，樓面總面積約3萬平方呎。1970至1980年代，是中國國民黨港澳總支部的所在，而總支部書記長亦會在此辦公，主要負責台灣與港澳地區的聯絡工作。每逢中華民國國慶，大廈外牆定會看見中華民國國旗。但由於地方不大，國民黨活動大多不會在勞工大廈舉行。
國民黨於1997年重建大廈，落成後名為「悅旺商業大廈」；2001年底轉售後，再易名「創業城」，於2003年SARS經濟低潮時結業；2005年再改建為漢普頓酒店至2009年12月；2010年，MK酒店開業。
2007年9月，勞工大廈（MK酒店的前業主）牽及一宗國民黨窗口公司與東亞銀行的官司。